# Grenlandia
Grenlandia (gren. Kalaallit Nunaat [kaˈlaːɬit ˈnunaːt], duń. Grønland [ˈɡ̊ʁɶnˌlanˀ]) – autonomiczne terytorium zależne Danii położone na wyspie o tej samej nazwie, która położona jest w Ameryce Północnej, o obszarze 2 166 086 km² (największa wyspa na świecie niebędąca kontynentem), pokrytej w 81% przez lądolód grenlandzki (410,4 tys. km² jest wolnych od lodu) i o ludności 56 421 (1 stycznia 2021 r.). 89% mieszkańców stanowią Inuici.
Stolicą Grenlandii jest Nuuk (duńska nazwa Godthåb).
W 1979 roku duński parlament przyznał Grenlandii autonomię. W 1982 roku odbyło się referendum, w którym mieszkańcy (52%) opowiedzieli za wystąpieniem z Europejskiej Wspólnoty Gospodarczej. Grenlandia wystąpiła z niej w 1985 roku. Grenlandia w przeciwieństwie do Danii nie jest członkiem Unii Europejskiej. Grenlandia jest członkiem Rady Nordyckiej.
W 2008 roku odbyło się referendum, w wyniku którego autonomia Grenlandii została poszerzona.
Nazwa wyspy oznacza „zielony kraj” – miała zachęcić do osiedlania się na niej.

## Geografia
Wyspa leży w północnej części Oceanu Atlantyckiego, jest częścią Ameryki Północnej i największą na świecie niekontynentalną wyspą. Od reszty kontynentu oddzielają ją cieśniny Davisa, Smitha i Robesona oraz Morze Baffina. Najdalej na północ położonym punktem jest Przylądek Morris Jesup, a na południe Przylądek Farvel. Od wschodu Cieśnina Duńska oddziela ją od Islandii. Najwyższym szczytem jest Góra Gunnbjørna 3700 m n.p.m., grubość lodu w czaszy lodowca dochodzi do 3500 m. Wybrzeże typu fiordowego z licznymi przybrzeżnymi wyspami. Większa część Grenlandii leży na północ od koła podbiegunowego. Na Grenlandii znajduje się również największy na świecie park narodowy.
Gdyby cała pokrywa lodowa Grenlandii uległa stopnieniu, poziom mórz podniósłby się o ponad 7 m.

## Polityka
Na mocy konstytucji duńskiej z 1953 roku Grenlandia jest integralną częścią Królestwa Danii, posiadającą od 1979 roku szeroką autonomię. W kwestii duńskich władz centralnych, które na Grenlandii reprezentuje wysoki przedstawiciel, są: sprawy konstytucji, obrony, polityki zagranicznej i monetarnej. Grenlandia wybiera 2 deputowanych do parlamentu duńskiego (Folketing). Lokalnym organem władzy ustawodawczej jest Landsting (kadencja 4 lata, z wyborów powszechnych), władzy wykonawczej – rząd, odpowiedzialny przed Landstingiem.
Główne partie polityczne: Siumut („naprzód”), założone w 1977 roku, socjaldemokratyczna, opowiadająca się za jak najszerszą autonomią w ramach Danii, Atassut („poczucie wspólnoty”), zał. 1978, konserwatywno-liberalna, popiera bliskie związki z Danią, Inuit Ataqatigiit („wspólnota ludzka”), zał. 1978, inuicka partia niepodległościowa.
25 listopada 2008 roku odbyło się referendum w sprawie poszerzenia autonomii. 75,54% mieszkańców głosowało za autonomią, przeciw było 23,57%, frekwencja wyniosła 71,96%. W wyniku referendum przekazano rządowi Grenlandii sprawy polityki morskiej, zasobów naturalnych oraz policję i sądownictwo, łącznie ok. 30 obszarów. Język grenlandzki został jedynym językiem urzędowym. Nie zmieniła się polityka zagraniczna i obronna. Nowe przepisy dotyczące poszerzenia autonomii weszły w życie 21 czerwca 2009 r.
USA mają na Grenlandii bazę wojsk powietrznych Thule z elementami systemu wczesnego ostrzegania przed pociskami balistycznymi; bazę tę wykorzystuje również dowództwo sił kosmicznych. W czasie zimnej wojny działała też tajna baza Camp Century. Początki tej obecności sięgają 9 kwietnia 1941 r., gdy USA przejęły kontrolę nad wyspą prawdopodobnie jeszcze bez oficjalnej zgody duńskiego rządu emigracyjnego. W XIX w. Departament Stanu USA analizował możliwość zakupu Grenlandii i Islandii, gdy w 1867 r. sekretarz stanu William H. Seward zlecił ocenę możliwości takiej transakcji, ale nie złożono Danii żadnej propozycji. W 1946 r. prezydent Harry Truman bezskutecznie złożył Danii ofertę zakupu Grenlandii za 100 mln dol., a w 2019 r. do pomysłu wrócił prezydent Donald Trump, ale do pomysłu sceptycznie odniosło się wielu duńskich polityków.

## Podział administracyjny
Podział administracyjny Grenlandii jest dwustopniowy. Terytorium jest podzielone na 5 gmin (Avannaata, Kujalleq, Qeqertalik, Qeqqata, i Sermersooq) i 17 dystryktów. Każdy dystrykt składa się z jednego miasta i do dziesięciu okolicznych osad. Park Narodowy Grenlandii i baza kosmiczna Pituffik są obszarami niemunicypalnymi – nie należą do żadnej gminy ani dystryktu.

## Flora

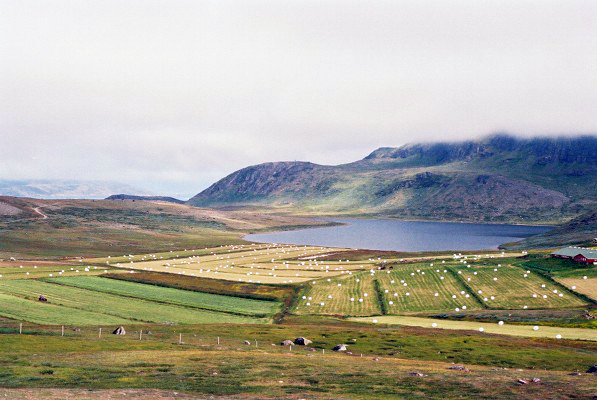
Siano na farmie owczej

Flora Grenlandii jest uboga. Na jej terenie spotkać można ok. 500 gatunków roślin wyższych oraz 3000 gatunków mchów, porostów i glonów.
Roślinność na Grenlandii występuje tylko w miejscach, które choć przez krótki czas w ciągu roku są wolne od pokrywy lodowej. Zasadniczy typ roślinności porastającej te obszary stanowią różne typy tundry oraz łąki. Tundra na południu złożona jest z różnych gatunków traw, mchów, porostów i roślin zielnych, a na północy tylko z mchów i porostów. Na samym południu terytorium występują także krzewy i karłowate gatunki drzew, m.in. brzozy (osiągające 10 m wysokości), olchy, wierzby (sięgające 4 m), jarzębiny, jałowce. Północne wybrzeże (powyżej 80° szerokości geograficznej) jest praktycznie pozbawione roślinności.

## Fauna

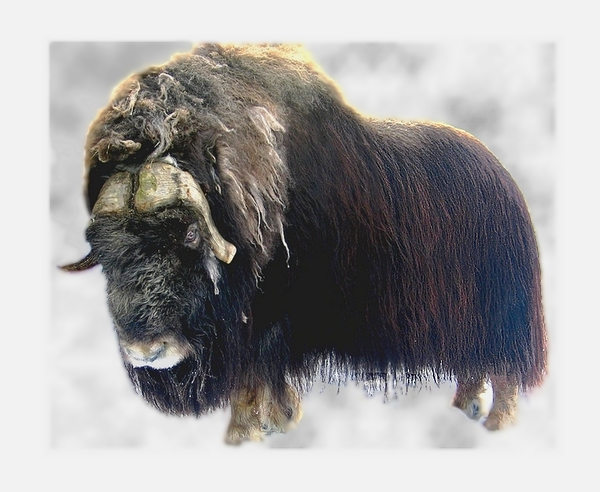
Piżmowół arktyczny

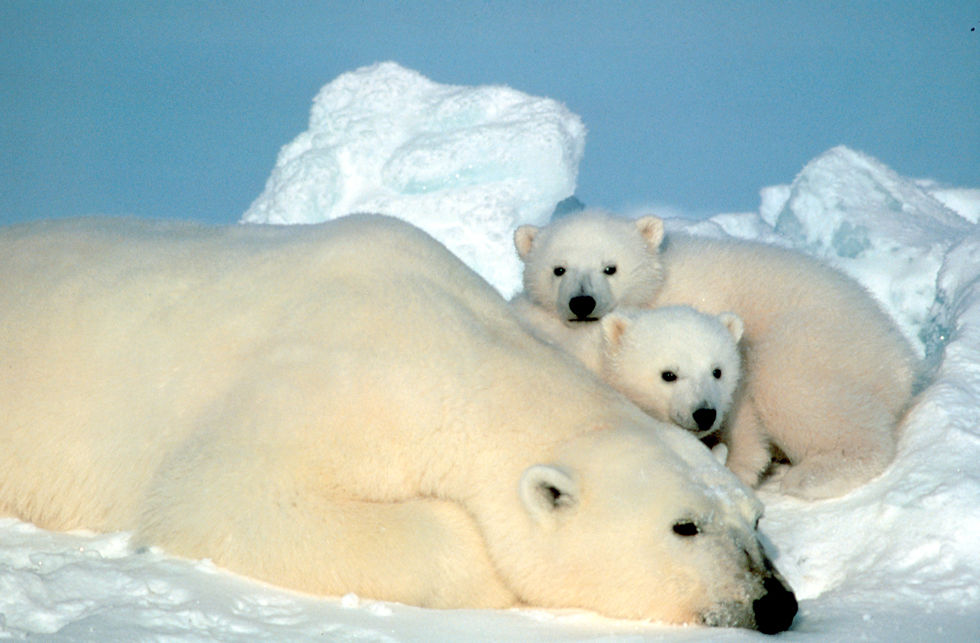
Niedźwiedzica z młodymi

Na wybrzeżach żyją m.in. renifery, piżmowoły arktyczne, lemingi, niedźwiedzie polarne, lisy polarne, wilki polarne, zające polarne, gronostaje, a także ptaki – m.in. pardwy, sowy śnieżne, edredony, gęsi i mewy.
Morze w pobliżu wyspy zamieszkane jest przez liczne ryby (np. łososie, dorsze, rekiny i mallotusy), a także duże ssaki morskie (około 30 różnych gatunków, m.in. wale grenlandzkie, narwale, białuchy, morsy oraz kilka gatunków fok, np.: lodofoka grenlandzka, fokowąs brodaty, nerpa obrączkowana itd.). Ponadto grenlandzkie wody zamieszkują liczne gatunki drobnych zwierząt (tzw. kryl), stanowiących pożywienie kręgowców, a spośród nich największe znaczenie mają krewetki. Na Grenlandii żyje ok. 700 gatunków owadów i pajęczaków: liczne komary, motyle, trzmiele i pająki.

## Klimat
Na Grenlandii panuje klimat polarny, jedynie na wybrzeżach – subpolarny.
Południowy zachód wyspy jest cieplejszy niżby wynikało z szerokości geograficznej, a to za sprawą opływającego wyspę od tej strony odgałęzienia ciepłego Prądu Północnoatlantyckiego. Klimat Grenlandii charakteryzuje się częstymi zmianami pogody, gwałtownymi zmianami temperatury i znacznymi opadami (zwłaszcza w części południowej).
Na zjeździe Amerykańskiej Unii Geofizycznej w 2007 roku niektórzy badacze, m.in. Thomas V. Lowell z uniwersytetu w Cincinnati i 6 innych, przedstawili wyniki swoich prac, z których wynika, że w okolicach fiordu Kangertittivaq (Scoresbysund), w pobliżu miejscowości Ittoqqortoormiit, znajdują się odsłonięte przez ustępujący lodowiec Istorvet duże ilości pozostałości roślinnych – pni i korzeni drzew i krzewów itp. Na podstawie dokonanych odkryć uważa się, że w okresie tzw. „średniowiecznego okresu ciepłego” klimat na Grenlandii był na tyle korzystny, że umożliwiał bujną wegetację drzew i roślin na znacznej powierzchni wyspy.

### Temperatura
Najkorzystniejszy klimat panuje na wybrzeżach, zwłaszcza w południowo-zachodniej części wyspy. Średnia temperatura w tym rejonie w styczniu wynosi −7 °C, zaś w lipcu +10 °C. Pozostałe obszary wyspy leżące nad brzegiem morza są znacznie chłodniejsze: temperatura spada w miarę przesuwania się na północ; zimą na północnych skrajach wyspy osiąga wartość średnią −36 °C, a latem +3 °C

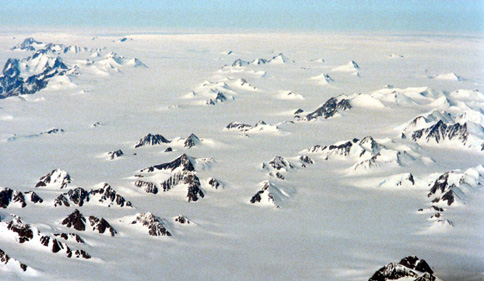
Lodowa pustynia wewnątrz wyspy, w górach w pobliżu wschodniego wybrzeża

Najsurowszy klimat panuje w środkowej części Grenlandii. Temperatura na tym obszarze w zasadzie nigdy nie przekracza 0 °C. Średnia temperatura powietrza w lutym wynosi tam −47 °C, zaś w lipcu −12 °C.
Na Grenlandii odnotowano rekordy niskiej temperatury dla półkuli zachodniej uznane przez Światową Organizację Meteorologiczną. 9 grudnia 1954 na stacji North Ice zanotowano –66,1 °C. 22 grudnia 1991 na automatycznej stacji pogodowej Klinck, leżącej w centralnej części wyspy w pobliżu jej najwyżej położonego punktu, –69,6 °C. Ten ostatni wynik jest również uznany za rekordowo niską wartość dla półkuli północnej.
Wzrost średniej temperatury w ostatnich latach powoduje wydłużenie okresu bezprzymrozkowego. W związku z tym podjęto próbę uprawy jęczmienia.

### Opady
Roczna suma opadów na wyspie waha się od 800 do 1100 mm na południu, do 150–250 mm na północy. Opady mają głównie postać śniegu, w okresie letnim też deszczu, zaś w środkowej części Grenlandii, na obszarze lodowca, gdzie rocznie spada 300–400 mm, jest to wyłącznie śnieg. Opady występują głównie w ciepłej połowie roku. Fala upałów, która przetoczyła się przez północną półkulę w połowie sierpnia 2021, spowodowała pierwszy znany przypadek opadów deszczu na szczycie grenlandzkiego lodowca.

### Zmiana klimatu
W latach od 1989 do 1993, amerykańscy i europejscy klimatolodzy wywiercili na szczycie Grenlandii dwa rdzenie lodowe o długości 3 km. Analizy warstw i ich składu chemicznego dostarczyły rewolucyjnych danych na temat zmian klimatycznych na północnej półkuli. Rdzenie pozwalają na cofnięcie się o ok. 100 000 lat i ilustrują, że pogoda i temperatura często zmieniały się gwałtownie pomiędzy pozornie stabilnymi stanami, wywołując globalne konsekwencje.
Współcześnie wzrost średniej temperatury oceanu oraz atmosfery (związane ze zjawiskiem globalnego ocieplenia) powodują nasilony spływ lodu z głębi lądolodu oraz wzmożone topnienie powierzchniowe, czego efektem jest ujemny bilans masy Grenlandii. Lodowce Grenlandii przyczyniają się do wzrostu poziomu morza szybciej niż wcześniej szacowano: w latach 2006–2016 Grenlandia traciła średnio rzecz biorąc 278±11 Gt lodu rocznie, co odpowiadało wzrostowi średniego poziomu morza o 0,77±0,05 mm rocznie (dane z lat 2006–2015).
Spadek całkowitej masy lądolodu nie wyklucza regionalnych i okresowych wzrostów jego grubości: przykładowo w latach 1994–2005 większe opady śniegu wynikające z oscylacji północnoatlantyckiej spowodowały przyrost wewnętrznej pokrywy lodowej o średnio 6 cm.

### Emisja gazów cieplarnianych
Emisja równoważnika dwutlenku węgla z Grenlandii wyniosła w 1990 roku zaledwie 0,025 Mt, z czego większość stanowiła emisja metanu, a tylko 0,003 Mt stanowiła emisja dwutlenku węgla. W przeliczeniu na mieszkańca emisja wyniosła wówczas 55 kg dwutlenku węgla, a w przeliczeniu na 1000 dolarów PKB 2 kg. Poziom ten był praktycznie niezmienny aż do skokowego wzrostu w 2004. W 2005 emisja dwutlenku węgla wyniosła już 0,631 Mt, będąc odpowiedzialną za prawie całą emisję równoważnika dwutlenku węgla. Głównym źródłem emisji była emisja z budynków, podczas gdy emisja z przemysłu energetycznego i transportu jest trochę mniejsza. Poziom emisji od tego czasu waha się i w 2018 emisja dwutlenku węgla pochodzenia kopalnego wyniosła 0,529 Mt, a w przeliczeniu na mieszkańca 9,353 t i w przeliczeniu na 1000 dolarów PKB 172 kg.

## Ludność

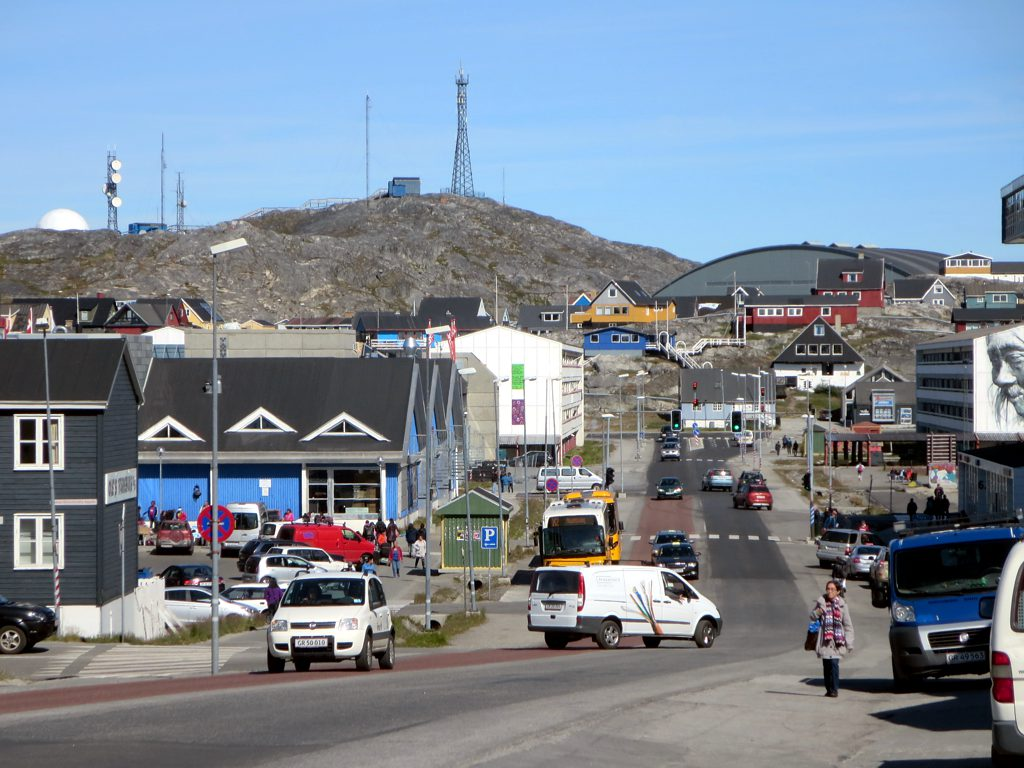
Nuuk – stolica i największe miasto.

Przeważająca część ludności Grenlandii zamieszkuje południowo-zachodnią część wyspy, gdzie warunki klimatyczne są najkorzystniejsze. Około 40% stanowią mieszkańcy licznych osad lub niewielkich miejscowości, położonych wokół wybrzeży Grenlandii. Około 25% całej populacji mieszka w stolicy terytorium – Nuuk.

### Narodowości
Większość mieszkańców Grenlandii stanowią Grenlandczycy (Inuici) – 89%. Zamieszkują ją również Europejczycy o różnym stopniu wymieszania, głównie Duńczycy.

### Języki
Mieszkańcy Grenlandii posługują się trzema dialektami języka grenlandzkiego, którego forma używana na zachodnim wybrzeżu została językiem urzędowym. Powszechna jest również znajomość duńskiego oraz, w mniejszym stopniu, angielskiego (głównie w miastach).

### Miasta
Na wyspie jest 17 miast, z których największe to Nuuk (19,6 tys.), Sisimiut (5,4 tys.) i Ilulissat (4,8 tys.).
| Miasto           | Liczba ludności (2023) | Gmina      |
| ---------------- | ---------------------- | ---------- |
| Nuuk             | 19 604                 | Sermersooq |
| Sisimiut         | 5436                   | Qeqqata    |
| Ilulissat        | 4848                   | Avannaata  |
| Qaqortoq         | 3005                   | Kujalleq   |
| Aasiaat          | 2903                   | Qeqertalik |
| Maniitsoq        | 2519                   | Qeqqata    |
| Tasiilaq         | 1904                   | Sermersooq |
| Uummannaq        | 1407                   | Avannaata  |
| Narsaq           | 1312                   | Kujalleq   |
| Paamiut          | 1173                   | Sermersooq |
| Nanortalik       | 1119                   | Kujalleq   |
| Upernavik        | 1090                   | Avannaata  |
| Qasigiannguit    | 1037                   | Qeqertalik |
| Qeqertarsuaq     | 845                    | Qeqertalik |
| Qaanaaq          | 629                    | Avannaata  |
| Kangaatsiaq      | 507                    | Qeqertalik |
| Ittoqqortoormiit | 352                    | Sermersooq |

### Wyznania
Struktura religijna w 2010:
- Kościół luterański – 36 000 wiernych (63%)

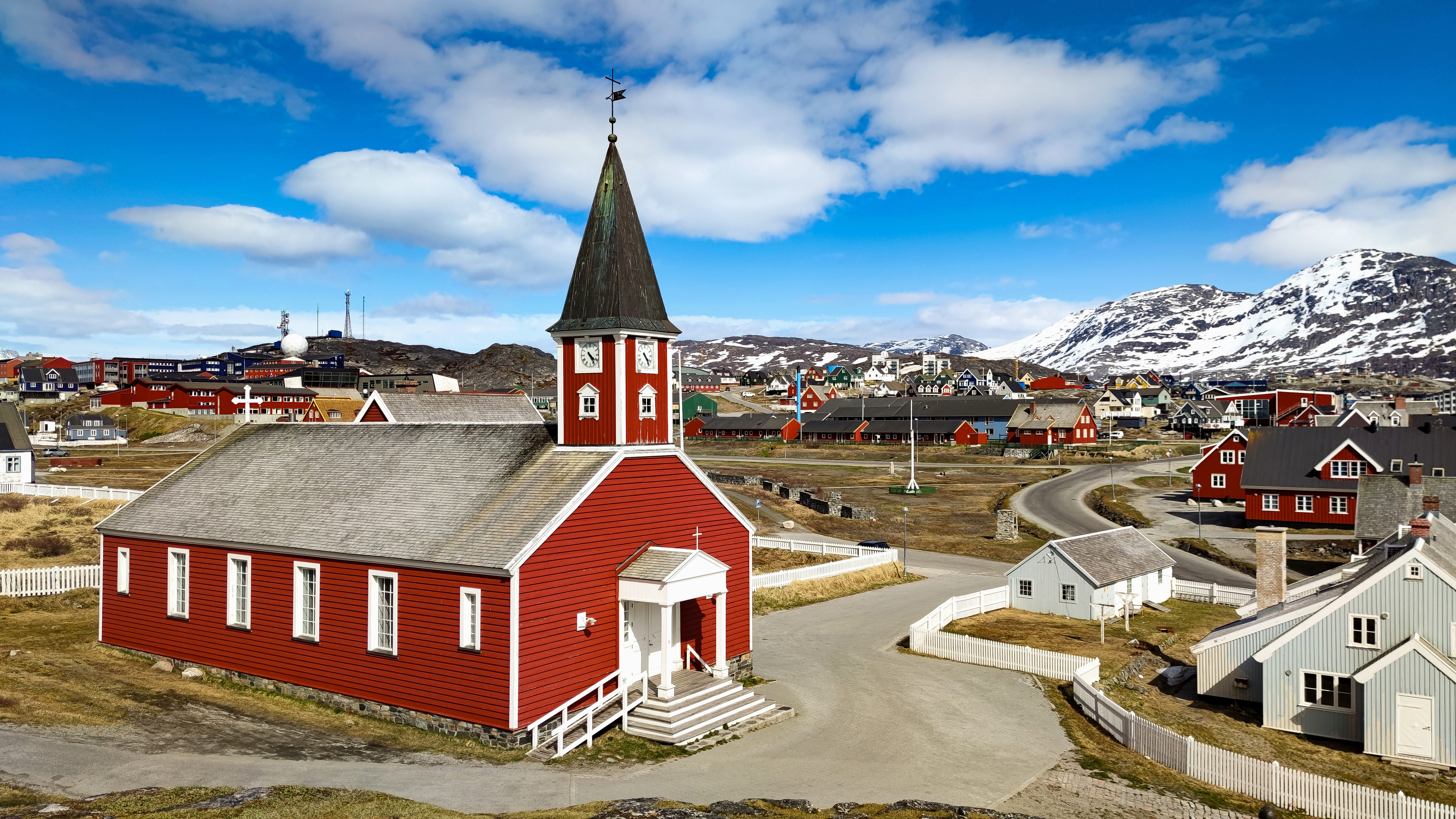
Katedra luterańska

- Kościół Nowego Życia (zielonoświątkowcy) – 580 wiernych (1%)
- Bahaizm – 166 wyznawców
- Kościół katolicki – 133 wiernych
- Świadkowie Jehowy – 129 głosicieli (2022)[32]
- Bracia plymuccy – 120 wiernych

### Statystyki demograficzne
Dane poniżej są oszacowaniami na rok 2023:
Współczynnik urodzeń:
- 13,66/1000 mieszkańców

Współczynnik zgonów:
- 9,07/1000 mieszkańców

Saldo migracji:
- -4.95/1000 mieszkańców

Liczba mężczyzn przypadających na 1 kobietę:
- w chwili narodzin: 1,05
- w grupie wiekowej poniżej 15 lat: 1,03
- w grupie wiekowej 15–64 lata: 1,08
- w grupie wiekowej powyżej 65 lat: 1,13
- w całej populacji: 1,07

Śmiertelność noworodków:
- łącznie 8,6/1000 żywych urodzeń
- chłopców 10,08/1000 żywych urodzeń
- dziewczynek 7,04/1000 żywych urodzeń

Średnia długość życia:
- dla całej populacji: 74,25 lat
- średnia długość życia mężczyzn: 71,56
- średnia długość życia kobiet: 77,07

Dzietność:
- współczynnik dzietności: 1,9

Samobójstwa:
Według różnych doniesień do pierwszej połowy XX wieku Grenlandia należała do terytoriów z niewielką liczbą samobójstw. Jednak od roku 1970 ich liczba zaczęła gwałtownie rosnąć i w 1986 była w niektórych miejscowościach główną przyczyną zgonów wśród młodych ludzi. Według niektórych raportów przeciętnie co 4 lub co 5 Grenlandczyk podejmował próbę odebrania sobie życia. Najczęściej młodzi ludzie w wieku przeciętnie od 15 do 19 lat. Wśród przyczyn wymienia się alkoholizm i depresję. Zasadniczą przyczyną może być zmiana stylu życia Grenlandczyków, którzy w ramach tzw. polityki G60 byli przesiedlani do bloków w tzw. „stylu sowieckim”. Ludzie ci, którzy przez stulecia zajmowali się łowiectwem, nagle znaleźli się w zupełnie nowej sytuacji, w której nie potrafią się odnaleźć.

## Galeria

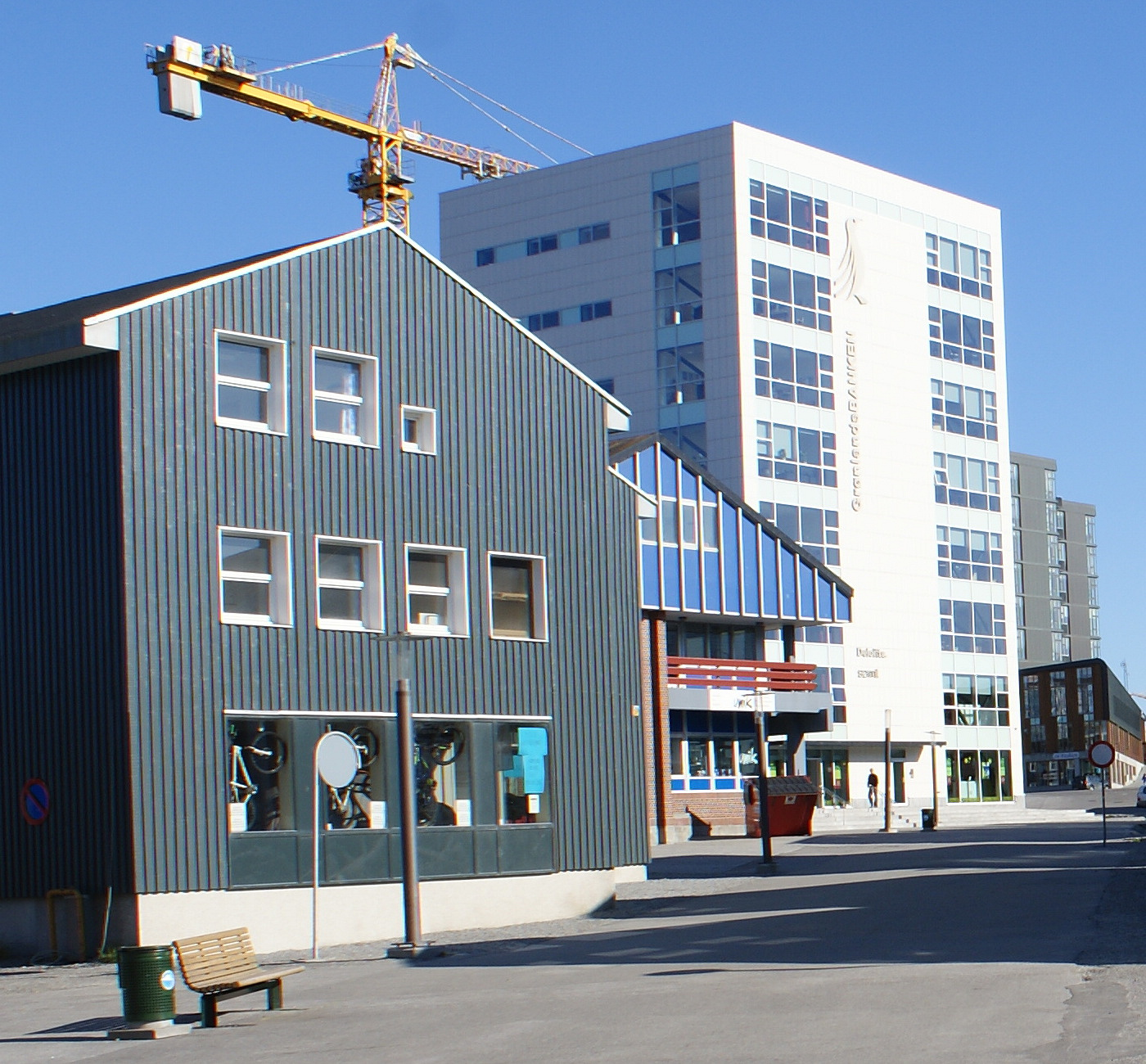
Bank Grenlandii
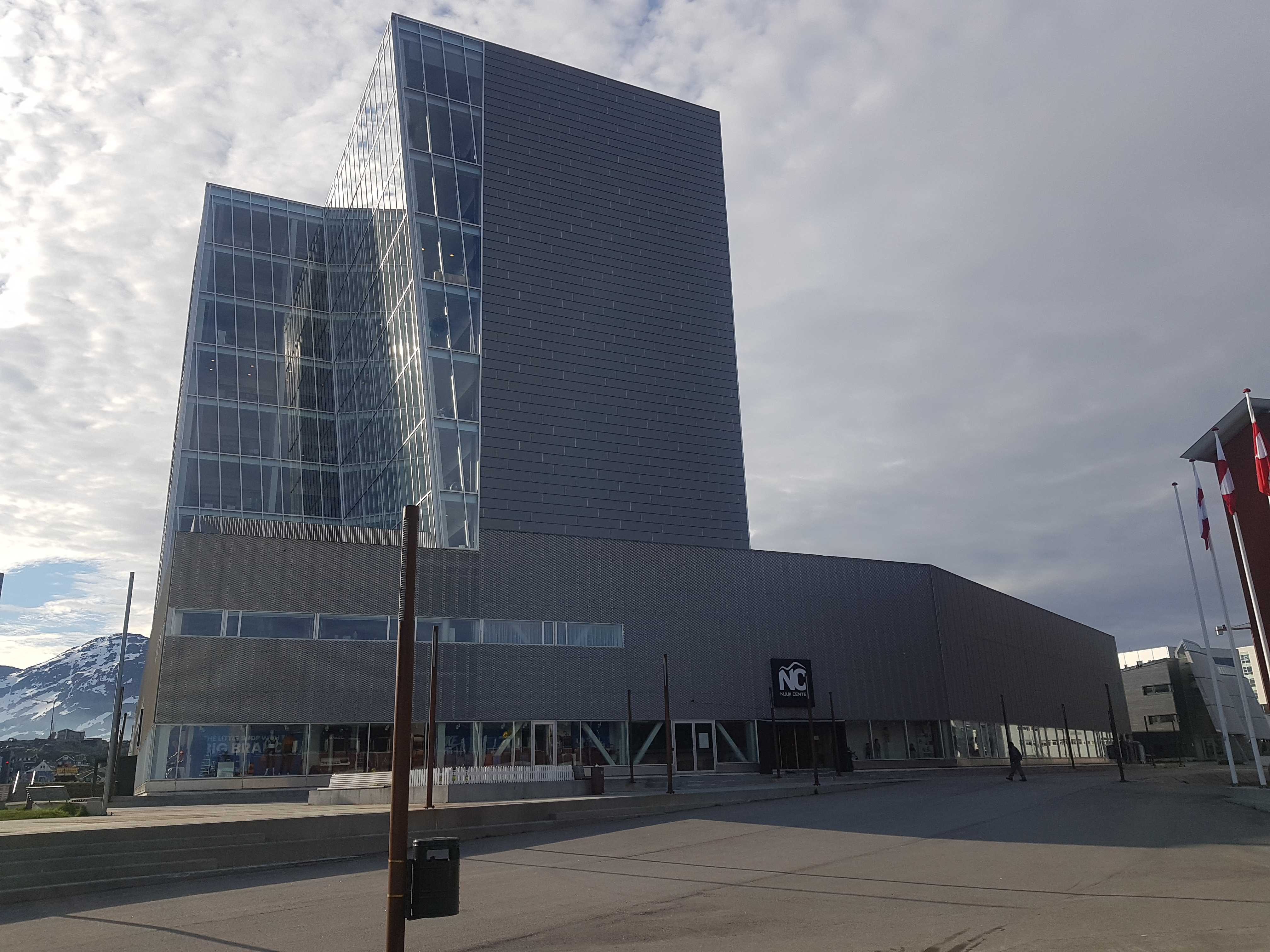
Nuuk Center
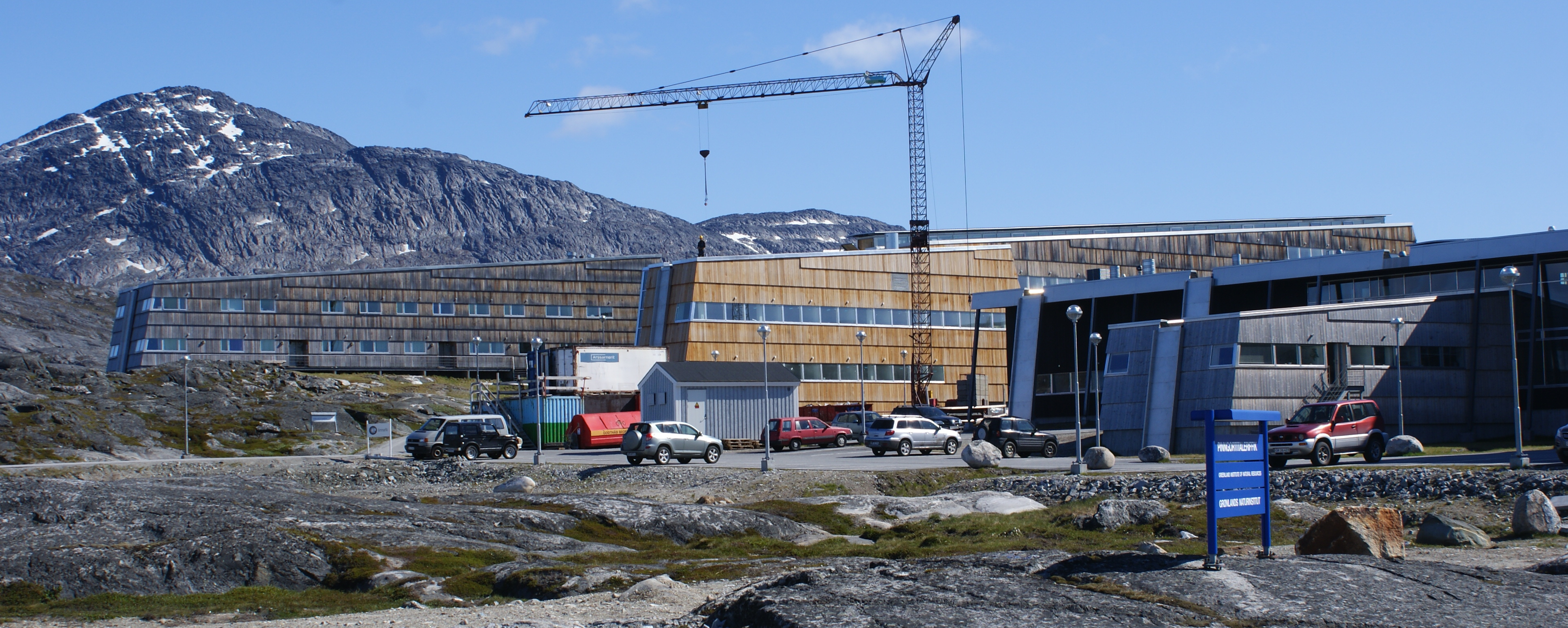
Uniwersytet Grenlandzki
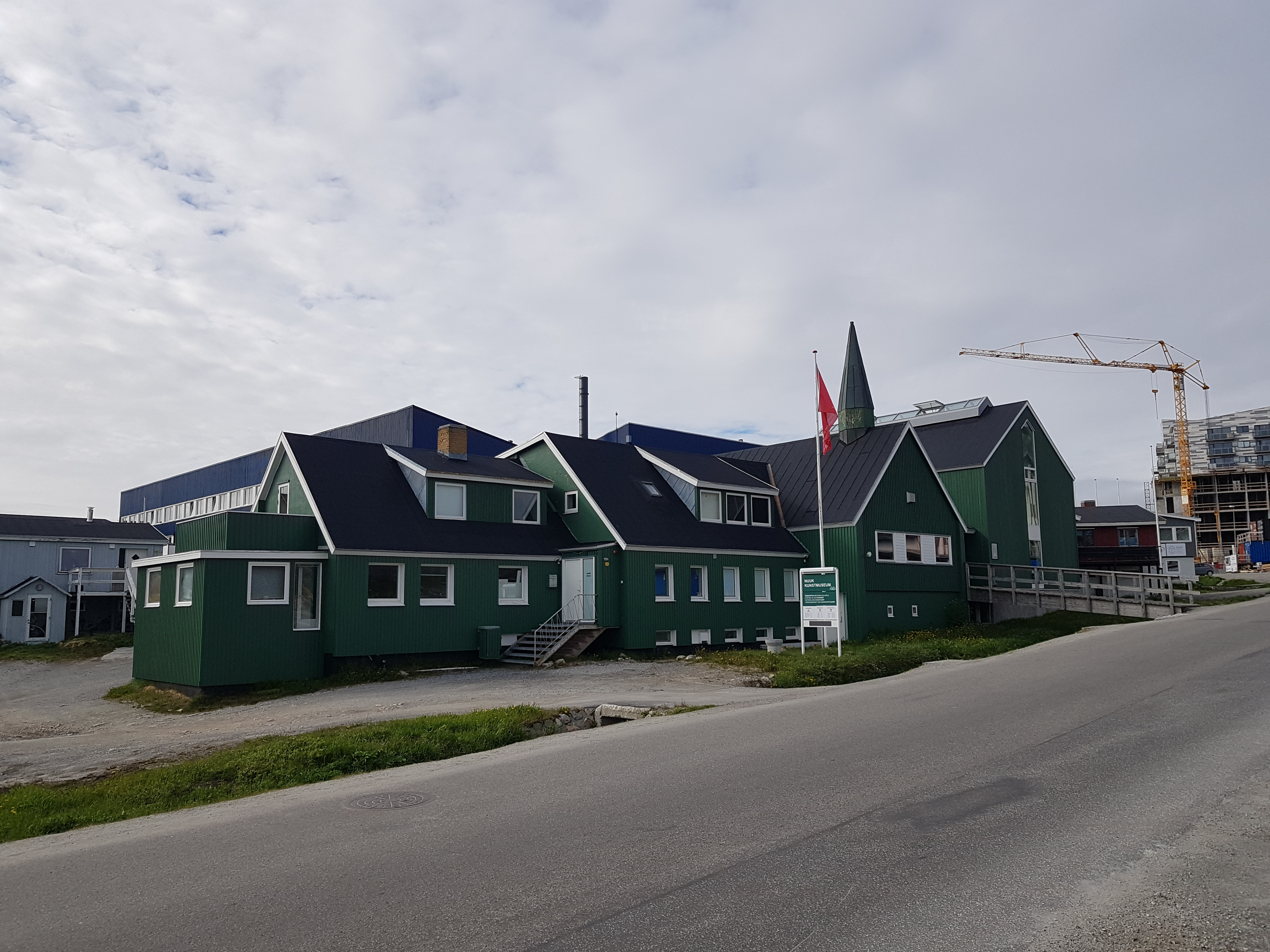
Nuuk Art Museum

## Sport
Grenlandia ma własną zawodową reprezentację piłkarzy ręcznych. Istnieją także liga piłkarska Coca Cola GM i nieoficjalna reprezentacja w piłce nożnej. Grenlandię reprezentują sportowcy także w biathlonie.

## Media
Na Grenlandii głównym dostawcą usług telekomunikacyjnych i internetowych jest należąca do rządu spółka TELE Greenland. Według statystyk ponad 90% mieszkańców wyspy korzysta z internetu. Grenlandia ma własną korporację radiowo-telewizyjną, Kalaallit Nunaata Radioa, która większość programów nadaje w języku grenlandzkim.